# Ilha Manoel
A ilha Manoel (em maltês:  Il-Gżira Manoel) é uma ilha da República de Malta, na cidade de Gżira. Antigamente era conhecida como ilha do Bispo ou Gżira tal-Isqof em maltês. Encontra-se unida à cidade de Gżira por uma pequena ponte.
Em 1643, Jean Paul Lascaris, grão-mestre da Ordem de Malta, construiu na ilha um hospital para enfermos de peste e de cólera, duas doenças então frequentes a bordo dos barcos. 
A ilha deve o seu nome ao grão-mestre português António Manoel de Vilhena, que em 1726 fez construir um forte na parte oriental da ilha.

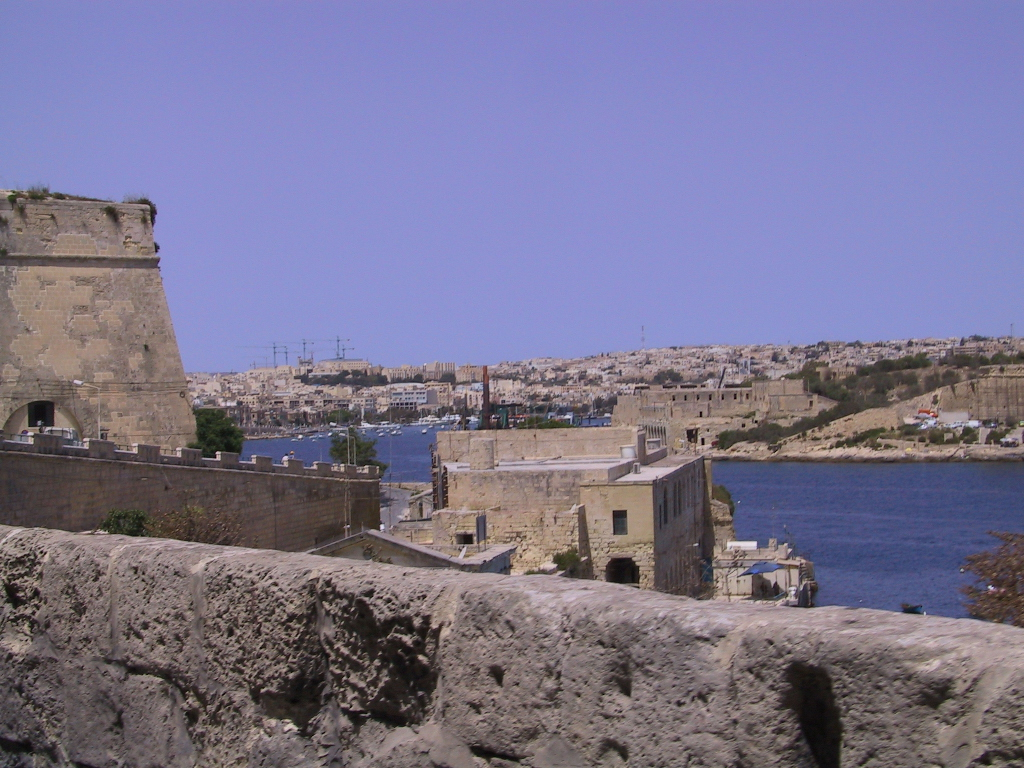
Vista da ilha Manoel.

## Geografia
A ilha Manoel é plana, em forma de folha. Está no meio do porto de Marsamxett, com a baía de Lazzaretto a sul e a baía de Sliema a norte. A ilha está ligada à ilha de Malta por uma ponte. Toda a ilha é visível a partir das fortalezas da capital La Valeta.

## História
Em 1570 a ilha passou para mãos do Cabido da Catedral de Mdina e passou a ser propriedade do bispo de Malta. Foi então que passou a chamar-se ilha do Bispo. Depois da epidemia de peste de 1592, foi ali construído um hospital de quarentena, conhecido como Lazzaretto. O hospital consistia em cabanas de madeira e foi demolido um ano após o término da epidemia.
Em 1643, durante o governo do Grão-Maestre João de Lascaris-Castellar, da Ordem de São João, a ilha voltaria para as mãos da Igreja por troca com uma propriedade rural em Rabat, e foi quando foi mandado construir um hospital permanente para controlar os casos periódicos de peste e cólera que surgiam com as visitas dos barcos. O hospital serviu inicialmente como residência para passageiros de barcos emn quarentena. Foi melhorado constantemente durante o período em que governaram os grão-mestres Nicolás Cotoner y de Oleza, Gregorio Carafa e António Manoel de Vilhena.
Entre 1723 e 1733, durante o governo de António Manoel de Vilhena, foi contruído um novo forte na ilha, que recebeu o nome Forte Manoel, dando também nome à ilha. A fortaleza é um típico exemplo da engenharia militar do século XVIII, tendo planos originais de René Jacob de Tigné que poderão ter sido muodificados pelo seu amigo e sócio Charles François de Mondion, enterrado na cripta debaixo do forte. O forte possui um magnífico pátio quadrilateral, uma praça de armas e arcadas. Existe uma capela barroca dedicada a Santo António de Lisboa, administrada diretamente pela Ordem. Durante o domínio britânico, a missão do Hospital continuou e entre 1837 e 1838, sob Sir Henry Bouverie como Governador, o hospital foi mesmo ampliado. Foi brevemente utilizado como quartel militar, mas foi restaurado à sua função original em 1871. No século XIX, algumas cartas e pacotes recebidos foram descontaminados no Gabinete de Desinfeção do hospital para evitar a propagação de doenças. Durante a Segunda Guerra Mundial, durante o Cerco de Malta, a Ilha Manoel e o seu forte foram utilizados como base naval da Marinha Real Britânica, com o nome de código "HMS Talbot" e "HMS Phoenicia". O forte permaneceu abandonado durante muitos anos e tanto o Forte Manoel como o Hospital foram devastados. A renovação do forte começou no início do século XXI.

### Atualidade
Atualmente a ilha Manoel alberga um estaleiro de iates e uma marina para embarcações de recreio até 80 metros de calado, contando com um total de 350 amarrações. 